# Christoph Meineke
Christoph Meineke (født 13. marts 1979 i Hannover) er tysk partiløs politiker, der siden 2007 har været valgt til borgmester i Wennigsen.
Han blev valgt til borgmester i september 2008, og blev den derved den hidtil yngste fuldtidsborgmester i Niedersachsen. 

## Eksterne links
- Wikimedia Commons har flere filer relateret til Christoph Meineke